# Kimhwa
Kimhwa (kor. 김화군, Kimhwa-gun) – powiat w Korei Północnej, w prowincji Kangwŏn. W 2008 roku liczył 56 541 mieszkańców. Graniczy z powiatami P’yŏnggang od zachodu, Ch’angdo od wschodu, Sep’o od północy, a także z należącą do Korei Południowej prowincją Gangwon. 80% terytorium powiatu stanowią lasy.

## Historia
Przed wyzwoleniem Korei spod okupacji japońskiej powiat składał się z jednego miasteczka (kor. ŭp), 11 miejscowości (kor. myŏn) oraz 96 wsi (kor. ri). W 1950 roku podział jednostek administracyjnych powiatu został zreformowany – od tamtego momentu powiat Kimhwa składał się z 12 miejscowości i 118 wsi. W grudniu 1952 roku został połączony z powiatem Ch’angdo. W obecnej formie powstał w październiku 1954 roku, gdy powiaty Kimhwa oraz Ch’angdo ostatecznie rozdzielono.

## Gospodarka
Lokalna gospodarka opiera się na rolnictwie. Występują uprawy ryżu, kukurydzy, ziemniaków, pszenicy i jęczmienia. Niektóre gospodarstwa zajmują się także jedwabnictwem oraz sadownictwem.

## Podział administracyjny powiatu
W skład powiatu wchodzą następujące jednostki administracyjne:
| Nazwa jednostki administracyjnej | Rodzaj jednostki administracyjnej | Chosŏn’gŭl   | Hancha       |
| -------------------------------- | --------------------------------- | ------------ | ------------ |
| Kimhwa-ŭp                        | miasteczko                        | 김화읍       | 金化邑       |
| Hakbang-rodongjagu               | dzielnica robotnicza              | 학방로동자구 | 鶴芳勞動者區 |
| Ch’angdo-ri                      | wieś                              | 창도리       | 昌道里       |
| Sinch'ang-ri                     | wieś                              | 신창리       | 新昌里       |
| Wŏnbuk-ri                        | wieś                              | 원북리       | 遠北里       |
| Tanghyŏn-ri                      | wieś                              | 당현리       | 堂峴里       |
| Pŏpsu-ri                         | wieś                              | 법수리       | 法首里       |
| Sinp'ung-ri                      | wieś                              | 신풍리       | 新豊里       |
| Ch'osŏ-ri                        | wieś                              | 초서리       | 初西里       |
| Kubong-ri                        | wieś                              | 구봉리       | 九峰里       |
| Wŏnnam-ri                        | wieś                              | 원남리       | 遠南里       |
| Wŏntong-ri                       | wieś                              | 원동리       | 遠東里       |
| Ryonghyŏn-ri                     | wieś                              | 룡현리       | 龍峴里       |
| Sangp'an-ri                      | wieś                              | 상판리       | 上板里       |
| Ŏho-ri                           | wieś                              | 어호리       | 魚湖里       |